# 帕特里克·菲奧里
帕特里克·菲奧里（法語：Patrick Fiori，原名：Patrick Jean-François Chouchayan，1969年9月23日—），是一名生於法國馬賽的歌手，父親是亞美尼亞人，母親是科西嘉人，年僅17歲時已灌錄第一張個人單曲Stéphanie，於1993年歐洲歌唱大賽憑藉Mama Corsica一曲得第四名。